# 环纹华游蛇
环纹华游蛇（学名：Trimerodytes aequifasciata），舊稱环纹游蛇，为游蛇科环游蛇属的爬行动物。分布于中国大陆的浙江、福建、江西、湖南、广东、香港、海南、广西、四川、贵州與云南，以及越南中北部和寮國，主要栖息于开阔山区流溪中。其生存的海拔上限为2000米。该物种的模式产地在海南岛五指山。

## 保护
本种于2023年被收录入《有重要生态、科学、社会价值的陆生野生动物名录》。